# Marek Kardos
Pour les articles homonymes, voir Kardos (homonymie).
Marek Kardos est un joueur de volley-ball slovaque né le 15 avril 1974 à Bratislava. Il mesure 1,87 m et joue passeur. Il est international slovaque.

## Clubs
| Club                   | Pays      | De        | À         |
| ---------------------- | --------- | --------- | --------- |
| VKP Bratislava         | Slovaquie | 1993-1994 | 1997-1998 |
| Nice Volley-Ball       | France    | 1998-1999 | 1998-1999 |
| Petrochema Dubová      | Slovaquie | 1999-2000 | 1999-2000 |
| VŠK Púchov             | Slovaquie | 2000-2001 | 2000-2001 |
| ZAKSA Kędzierzyn-Koźle | Pologne   | 2001-2002 | 2003-2004 |
| Rennes Volley 35       | France    | 2004-2005 | 2007-2008 |
| Aon hotVolleys Vienne  | Autriche  | 2008-2009 | 2008-2009 |
| AZS Częstochowa        | Pologne   | 2009-2010 | 2009-2010 |